# K Line
Kawasaki Kisen Kaisha (jap. 川崎汽船株式会社 Kawasaki Kisen Kabushiki-gaisha)  (znany również pod nazwą K Line) – jedno z większych przedsiębiorstw żeglugowych na świecie. Notowane na giełdach papierów wartościowych w: Tokio, Osace, Nagoi, Fukuoce, Frankfurcie i Brukseli.

## Historia[1][2]

### 1919–1944
5 kwietnia 1919 roku Kojiro Matsukata zjednoczył 3 przedsiębiorstwa Kawasaki Kisen, Kawasaki Zosen i Kokusai Kisen pod nazwą Kawasaki Kisen Kaisha a od trzech pierwszych liter K Line. Połączone przedsiębiorstwa dysponują 40–50 statkami parowymi i obsługują linie żeglugowe na Atlantyk, Północną i Południową Amerykę, Afrykę, Morze Śródziemne i Morze Bałtyckie. Według danych z Lloyda, nowo utworzone przedsiębiorstwo K Line było na 13 miejscu na świecie w 1926 roku, za innym japońskim przedsiębiorstwem żeglugowym NYK (9 miejsce). Przed wybuchem II wojny światowej K Line dysponuje 36 statkami o łącznym tonażu 260 108 DWT.

### 1945–1961
Po wojnie z floty zostało tylko 12 statków, o łącznym tonażu 31 111 DWT. Odbudowa floty rozpoczęła się od ponownego wodowania Kiyokakyokawa Maru, który zatonął w czasie wojny. I po otwarciu linii regularnej z Japonii do Bangkoku, wkrótce statki spod znaku K Line wróciły na światowe szlaki żeglugowe. Począwszy od 1957 i budowy tankowca FUJIKAWA MARU armator wszedł na rynek przewozów ropy naftowej, a od 1960 na rynek przewozów rudy, dzięki rudowcowi Fukukawa Maru.

### 1962–1968
W latach 60' nastąpił spadek przewozów pasażerskich i wiele połączeń przedsiębiorstw żeglugowych.  K Line połączył się Iino Kisen Kaisha stając się głównym przedsiębiorstwem w grupie Kawasaki Kisen z kapitalizacją 9 mld jenów. W 1968 pierwszy rejs do Stanów Zjednoczonych, odbył statek kontenerowy Golden Gate Bridge.
W tym samym roku ustanowiono też połączenie regularne Japonia-Daleki Wschód / Europa wspólnie z  Mearsk Lines z Danii. Rozpoczęto również rozwój statków specjalnych do przewozu samochodów i towarów masowych – samochodomasowiec TOYOTA MARU NO. 1.

### 1969–1979
W 1969 roku uruchomiono połączenie kontenerowe Japonia / Wschodnia Australia.
W 1970 roku ostanowiono serwis kontenerowy na trasie Japonia / Północno-Zachodnie wybrzeże Pacyfiku oraz ukończono budowę pierwszego japońskiego czystego samochodowca (Pure Car Carrier) Toyota Maru No.10.
W 1971 ustanowiono w Long Beach terminal kontenerowy International Transportation Service, Inc..
W 1973 roku uruchomiono połączenie kontenerowe Japonia-Daleki Wschód / Nowy Jork.
K Line przystąpił do Dalekowschodniej Konferencji Frachtowej (Far Eastern Freight Conference).
W 1975 ustanowiono Grupę ACE jako konsorcjum do zarządzania operacjami kontenerowymi na trasie Japonia-Daleki Wschód / Europa.

### 1980–1995
W 1983 do serwisu wchodzi pierwszy japoński statek do przewozu gazu naturalnego (LNG Carrier) Bishu Maru.
W 1986 K Line nawiązuje współpracę z kolejami amerykańskimi i uruchamiają połączenie kontenerowe (Double Stack Train) z Long Beach do Chicago i Nowego Jorku. K Line opuszcza konsorcjum Japonia-Daleki Wschód / Nowy Jork i ustanawia własny serwis okołoziemski (Round the World Service - RTW) z dwoma kierunkami marszu Wschodni (East Bound) i Zachodni (West Bound).
Od 1989 roku po utworzeniu zależnej spółki Seven Seas Cruises Co., Ltd., K Line chodzi na rynek przewozów pasażerskich i wycieczkowych. 
W 1991 z powodu obsługi drogą wodną, zawieszono połączenie kolejowe z Long Beach do Nowego Jorku.
W 1994 wprowadzono do eksploatacji szeroki i o niewielkim zanurzeniu węglowiec Corona Ace.
Od 1995 roku K Line jest notowany na Tokijskiej giełdzie papierów wartościowych.

### 1996–2007
W 1996 roku wspólnie z Yang Ming Line z Tajwanu uruchamiają połączenie Japonia-Daleki Wschód / Ameryka Północna oraz Japonia-Daleki Wschód / Europa.
W 1997 roku wspólnie z COSCO (Chiny) i Yang Ming Line uruchomiono serwis kontenerowy Trans-Atlantic nazwany w skrócie TASCO.
W 1999 roku departament przewozu samochodów otrzymuje certyfikat ISO 9002.
W 2000 utworzono pierwszy K Line Logistics Holdings. Uruchomiono nowe serwisy kontenerowe Azja / amerykańskie wschodnie wybrzeże (przez Kanał Panamski), Azja / Morze Śródziemne i Morze Śródziemne / amerykańskie wschodnie wybrzeże. Z połączenia Taiyo Kaiun Kabushiki Kaisha z Kobe Nippon Kisen Kaisha, Ltd. powstaje Taiyo Nippon Kisen Co., Ltd.
2001 powstaje „K” Line Pte Ltd, w Singapurze. Do eksploatacji wschodzi pierwszy over-panamax, statek o rozmiarach większych by wpłynąć do Kanału Panamskiego, o nazwie pierwszego kontenerowca Golden Gate Bridge.
W 2002 roku uruchomiono linię kontenerową Europa / Azja / zachodnie wybrzeżę USA, obsługiwaną przez statki o pojemności 5500 TEU. Utworzono spółkę do promocji usług logistycznych K Line Total Logistics, LLC (KLTL) oraz K Line (Japan), Ltd. 
W 2006 roku wszedł do eksploatacji kontenerowiec o pojemności 8000 TEU Humber Bridge, największy statek kontenerowy wybudowany kiedykolwiek w Japonii.
W wyniku połączenia się K Line Air Service, Ltd. i K Logistics, Ltd. powstało K Line Logistics, LTD.  
W 2016 roku K Line stworzył joint venture się z dwoma innymi japońskimi morskimi przewoźnikami kontenerów tworząc Ocean Network Express.

## Powiązane przedsiębiorstwa
- „K” Line Travel, Ltd.
- Seven Seas Cruises Co., Ltd.